# Liste des familles françaises subsistantes dites de noblesse inachevée
L'expression de noblesse inachevée a été élaborée en 1932 par Guy Courtin de Neufbourg, l'un des fondateurs de l'Association d'entraide de la noblesse française, et  Jacques de Marsay.
Cette expression désigne des familles descendant, en lignes masculine, naturelle et légitime, d'un auteur pourvu d'une charge anoblissante sous certaines conditions de durée, mais n’ayant pas rempli ces conditions avant le 23 juin 1790 (date d'application du décret des 19 et 23 juin de l'Assemblée nationale qui abolit en France la noblesse et ses titres) pour acquérir une noblesse transmissible, ce qui eut pour conséquence que la famille n'a pas pu être rétablie dans la noblesse par les chartes de 1814 et 1830. Sont concernées également les familles dont le processus d'anoblissement par lettres ou d'octroi de titre a été commencé mais n'a jamais été finalisé.
Depuis son élaboration, acceptée et reconnue par l'Association  d'entraide de la noblesse française, cette notion ne fait pas l'objet d'un consensus entre les auteurs et historiens de la noblesse française, notamment pour le cas des familles de  titulaires d'une charge de secrétaire du roi, charge qui conférait la noblesse au premier degré,,,.

## Repères  historiques
La notion de « noblesse inachevée » est l'objet de divergences d'interprétations sur la situation juridique des familles concernées. Mais la notion existait bien sous l'Ancien Régime, mais sous  une autre appellation celle de « noblesse commencée », dont l’Encyclopédie méthodique de jurisprudence donne la définition suivante : « Noblesse commencée, est celle dont le temps ou les degrés nécessaires ne sont pas encore remplis, comme ils doivent l'être pour former une noblesse acquise irrévocablement. ».
En 1932, deux cofondateurs de l'Association d'entraide de la noblesse française (ANF) et historiens de la noblesse, Guy Courtin de Neufbourg (auteur de De la noblesse jadis et demain) et Jacques de Marsay (auteur de De l'âge des privilèges au temps des vanités), avancent l'expression « noblesse inachevée ». Leur définition se trouve dans un exemple qu'ils donnent : "L'aïeul occupait une charge donnant la qualité [de noble] transmissible après 20 ans d'exercice, mais dont la suppression en 1790 laissa la noblesse inachevée". La noblesse inachevée concerne donc, pour ces auteurs, toute famille en possession d'une charge anoblissante dont le temps d'exercice nécessaire pour rendre cette noblesse transmissible n'était pas rempli en 1790 (année d'abolition de la noblesse).
F. de Saint-Simon et E. de Séréville indiquent au sujet de la noblesse inachevée : « Le décret des 6 et 7 septembre 1790 supprima toutes les charges, dont certaines étaient anoblissantes (…) Les familles pourvues de ces charges anoblissantes , les unes au premier degré, le autres au second degré, n’ayant eu que des privilèges personnels de noblesse, ne pouvait transmettre leur situation nobiliaire en cours (…) Cette noblesse inachevée peut avoir été en possession d’offices donnant la noblesse, transmissible au premier degré, c’est-à-dire à la première génération. Elle requiert des conditions de durée d’exercice ou la mort en charge. ».

## Des avis controversés
Dans L’anoblissement par charges avant 1789, François Bluche et Pierre Durye consacrent un chapitre à la noblesse inachevée et écrivent à son sujet : 
« Nous ne pouvons cependant nous désintéresser des officiers empêchés alors d’acquérir la noblesse héréditaire et que l’on dit de « noblesse inachevée ». Leur sort est, d’ailleurs, l’objet d’une vive controverse. Certains estiment que les charges supprimées n’ayant pas été exercées durant le temps  prévu par les ordonnances ne sauraient être un principe de noblesse transmissible, même après 1814. Plusieurs pensent, au contraire, que la charte et la jurisprudence des Bourbons restaurés ont achevé la noblesse, en considérant les lois révolutionnaires comme cas de force majeure. D’autres, enfin, réservent un tel achèvement aux secrétaires du roi encore en exercice le 23 juin 1790, date de l'abolition de la noblesse, et à leurs descendants, sous prétexte que ces officiers étaient alors en possession d'un titre héréditaire d'écuyer et que la charte de 1814 leur a rendu ce titre. ».

## Situation à la Restauration
À la Restauration le fondement du nouveau droit nobiliaire est l'article 71 de la Charte Constitutionnelle de 1814 : « La noblesse ancienne reprend ses titres, la nouvelle conserve les siens, le roi fait des nobles à volonté, mais il ne leur accorde que des rangs et des honneurs. ».
Philippe du Puy de Clinchamps dans La noblesse (1959), écrit que sous la Restauration des nobles inachevés de 1790 ou leurs descendants obtinrent soit un anoblissement (alors le pouvoir n’estimait pas que l’anoblissement interrompu en 1790 valait anoblissement), soit une maintenue de noblesse (alors le pouvoir paraissait admettre comme un anoblissement parfait l’anoblissement interrompu de 1790). Selon cet auteur, deux faits viennent à l’appui de la thèse qui soutient que les noblesses inachevées en 1790 ne valent pas noblesse : il écrit « cela paraît peu discutable » que les maintenues de noblesse de la Restauration sont en réalité des anoblissements courtoisement déguisés, et d’autre part des officiers en cours d’anoblissement par leur charge en 1790, ou leurs descendants, qui demandèrent à être confirmés dans leur noblesse, se virent refuser ce privilège. Il ajoute : « La Restauration ne considérait donc pas la noblesse inachevée comme un droit automatique à une noblesse parfaite. Elle faisait des cas individuels, c’est-à-dire qu’elle la ramenait à un anoblissement par lettres », et conclue : «... on ne peut guère nier que les familles qui ne pensèrent pas ou ne surent pas faire confirmer leur noblesse inachevée sous la Restauration ne peuvent pas en droit strict être considérées comme des familles nobles ou ayant appartenu à la noblesse ».
Sur la situation à la Restauration, les historiens François Bluche et Pierre Durye écrivent dans L'anoblissement par charge avant 1789: « A la Restauration, ni les offices ni l'anoblissement par charges ne sont rétablis. Aucune loi ne définit la position du gouvernement à l'égard de la « noblesse inachevée » (...) Comme un certain nombre de « nobles inachevés » reçoivent des lettres patentes de reconnaissance de noblesse, on pense parfois que Louis XVIII admet ipso facto le titre personnel d'écuyer de 1790 comme un titre héréditaire que seul un cas de force majeure n'a pas permis de légaliser à l'époque, il n'en est rien comme le montre la lecture des lettres patentes, des délibérations de la Commission du sceau ou des rapports du commissaire du roi au sceau. ».
Eric Hamoir indique dans Hidalgua (1987) qu'à la Restauration, même si la noblesse est rétablie par la charte de 1814, les charges anoblissantes demeurent abolies. Il ajoute : « Leurs derniers titulaires n’ont donc pu accomplir après le 23 juin 1790 les minimums de durée d’exercice ou la mort en charge qui auraient converti leur qualité en noblesse héréditaire. Ces officiers (appelés par certains auteurs, de noblesse inachevée) ont été victimes de la révolution, non seulement dans leur carrière mais dans le chef de leurs descendants. Quelques-uns seulement (probablement 2% environ des familles intéressées) ont obtenu la noblesse héréditaire sur requête, par faveur particulière, pendant la Restauration. Certaines de ces familles ont pu faire inscrire la qualification d’écuyer dans des actes d’état civil. ».
Selon les auteurs de l'Enquête sur les structures administratives et les ordres privilégiés en Forez à la veille de la Révolution (1991), « La noblesse inachevée, qui concerne l’anoblissement par charge de l’Ancien Régime, résulte de la perte de la noblesse ou de son caractère transmissible avant le 23 juin 1790, en conséquence la famille n’a pas pu être rétablie dans le titre d’écuyer par les chartes de 1814 et 1830. ».

## Avis sur la situation actuelle des familles dites de noblesse inachevée
L'association d'entraide de la noblesse française n'accepte pas comme adhérents les membres des familles dite de noblesse inachevée.
Pour Martial de Pradel de Lamase dans Le bon plaisir (1959) : « Pour en revenir à la « noblesse inachevée », il demeure entendu que sa situation, si regrettable soit-elle, est légalement sans appel depuis 1830. Il serait intéressant que ses représentants actuels se comptent, filiation à l'appui, dans une position d'attente, faute de mieux. ».

## Le cas des descendants de secrétaires du roi (charge donnant la noblesse au premier degré)
Il y a une divergence d'opinions entre les auteurs sur l'acquisition définitive de la noblesse pour les descendants des titulaires d'une charge de secrétaire du roi (charge qui donnait noblesse au premier degré) qui n'avaient pas 20 ans d’exercice  dans cette charge au 23 juin 1790 :
Selon les historiens François Bluche et Pierre Durye, auteurs de L'anoblissement par charges avant 1789 : « C'est en vain qu'une récente tentative a été faite pour prétendre que les secrétaires et leurs descendants jouissent de la noblesse héréditaire dès les lettres de provisions. La jurisprudence réunie à cet effet prouve, au contraire, que si le fils d'un secrétaire du roi échappe aux tailles comme noble, il ne s'agit pas là d'un privilège définitif mais qui vaut seulement  « tant et si longtemps que son père sera revêtu de la charge de secrétaire du roi, s'il décède en la possession d'icelle, ou obtient lettres de vétéran ». Cette doctrine est renforcée par l'instruction du garde des sceaux du 6 mars 1789. ».
Pierre-Marie Dioudonnat écrit dans Le Simili nobiliaire français (2002) : « Les charges anoblissantes au premier degré confèrent à leurs titulaires sous réserve qu'ils servent vingt ans ou meurent revêtus, la noblesse héréditaire, les charges de secrétaire du roi ne se distinguent guère de ces dernières [...]. La Révolution, en supprimant d'abord purement et simplement la noblesse puis des charges qui ne pouvaient plus anoblir [...] interrompt le processus d'anoblissement ». « Le problème de la noblesse de ces officiers et de leurs descendants ne se posera qu’à partir de 1814 et du rétablissement de la noblesse par Louis XVIII. [...] Il est constant que sous la monarchie restaurée ni les anciens titulaires des offices abolis en 1790-1791 (ou leurs descendants) , ni le pouvoir royal ne considèrent ceux-ci comme nobles. Aucun d’entre eux, sollicitant anoblissement ou reconnaissance de noblesse ne se voit opposer la possession d’une noblesse parfaite. Au contraire, même quand la commission du sceau, rendant au roi un avis favorable au demandeur, déplore que les événements révolutionnaires, assimilés à la force majeure, aient empêché le solliciteur ou son auteur de parvenir à la noblesse, elle souligne par là qu’il n’est, à l’évidence, pas noble (...). Citons deux exemples d'anoblissement de secrétaires du roi. Nicolas Lasneau est reçu dans cette charge en 1786, il meurt en 1803 ; son fils sera anobli par lettres patentes en 1821. Jacques Pierre Guespereau est reçu en 1783 ; il ne mourra qu'en 1827, mais après avoir reçu dès 1816 des lettres d'anoblissement. Ces anoblis étaient-ils nobles antérieurement à leur anoblissement ? Sauf anoblissement ultérieur, les descendants des titulaires de charges anoblissantes n’ayant pas fait leur temps, même si c’est à cause d’un bouleversement historique sans précédent, ne peuvent aujourd’hui figurer dans la noblesse subsistante. ».
Selon le juriste Alain Texier, auteur de Qu'est-ce que la noblesse? : « Le titulaire de la charge était en possession de la noblesse au premier degré. C'était, on l'a vu une noblesse mieux que transmise, elle était transmise, héréditaire sous condition non suspensive d'un temps de service, honorant dès réception le magistrat et ses enfants (...) le titre d’écuyer héréditaire dans cette famille le 23 juin 1790 a été rétabli avec son hérédité au profit de l'officier et de ses descendants mâles par les chartes de 1814 et 1830. ». Cependant, le 10 février 1994, le tribunal administratif de Paris, sur la requête d'un  descendant de secrétaire du roi de noblesse inachevée, indique « Considérant au surplus qu'en admettant même que le titre d'écuyer ait été conféré à son ancêtre en même temps que la noblesse, le requérant ne saurait utilement soutenir que ce titre aurait été transmis dès cette date héréditairement à tous les enfants et héritiers mâles nés et à naître de M. Jean-Baptiste N, dès lors que, l'abolition de la noblesse et des titres nobiliaires par lettres patentes de Louis XVI données le 23 juin 1790 ne constituant pas un cas de force majeure, la condition d'avoir exercé son office pendant une durée de vingt ans pour pouvoir transmettre cette qualité à ses héritiers n'est pas remplie.».
Régis Valette intègre des familles issues d'un secrétaire du roi entré en charge entre 1770 et 1790 dans son ouvrage Catalogue de la noblesse française de 2007, qui répertorie les familles subsistantes de la noblesse française au XXIe siècle. Il explique sa position : « Selon ma documentation 44 familles actuelles descendent d’un secrétaire du roi nommé moins de vingt avant le Révolution. Le Roi ayant fait reposer la transmission de la noblesse héréditaire sur l’exercice pendant vingt ans ou la vitalité du titulaire de la charge, la trop bonne santé de quelques secrétaires du roi de cette époque troublée les écarterait du privilège devenu presque la règle de la mort en charge, ce qui est évidemment contraire au bons sens ».

## Liste alphabétique des familles dites denoblesse inachevée
Ces familles sont indiquées comme subsistantes au XXe siècle par les ouvrages donnés en référence.
- Haut – A
- B
- C
- D
- E
- F
- G
- H
- I
- J
- K
- L
- M
- N
- O
- P
- Q
- R
- S
- T
- U
- V
- W
- X
- Y
- Z

### A
- Aladane de Paraize, président trésorier de France au bureau des finances de moulins en 1786 (noblesse graduelle, condition non accomplie), Bourbonnais[20].
- Amyot du Mesnil-Gaillard, président trésorier de France au bureau des finances de Rouen en 1759 (noblesse graduelle, condition non accomplie), Normandie[20].
- Archin, conseiller secrétaire du roi en la chancellerie près la cour des monnaies de Lyon le 18 décembre 1776 (charge anoblissante au 1er degré, pas de consensus sur la réattribution de noblesse en 1814), Bretagne[20].
- Argent (d'), président trésorier de France au bureau des finances d'Orléans en 1779 (noblesse graduelle, condition non accomplie), Berry, Nivernais, Orléanais[20].
- Arthenay (d'), conseiller secrétaire du roi en la chancellerie du parlement de Toulouse en 1778 (charge anoblissante au 1er degré, pas de consensus sur la réattribution de noblesse en 1814), Normandie[20].
- Aubin de La Messuzière, chevalier d'honneur au bureau des finances d'Alençon le 10 février 1749 (noblesse graduelle, condition non accomplie), Normandie[20].
- Aubineau d'Insay, président trésorier de France en la généralité de Poitier en 1755 (noblesse graduelle, condition non accomplie), Poitou[20].

### B
- Baillieu d'Avrincourt, président trésorier de France au bureau des finances de la généralité de Lille le 12 mars 1783 (noblesse graduelle, condition non accomplie), Flandres[20].
- Baillot d'Estivaux, président trésorier de France au bureau des finances de Limoges en 1761 (noblesse graduelle, condition non accomplie), Limousin[20].
- Bailly de Barberey de Bayre, conseiller secrétaire du roi en la chancellerie près le parlement de Nancy le 9 novembre 1787 (charge anoblissante au 1er degré, pas de consensus sur la réattribution de noblesse en 1814), Champagne[20].
- Bancarel (de), trésorier général de France au bureau des finances de Montauban en 1782 (noblesse graduelle, condition non accomplie), Rouergue[20].
- Barbou des Courières, trésorier des ponts et chaussées (charge anoblissante au 1er degré, durée d'exercice non accomplie), Limousin[20].
- Barny de Romanet, président trésorier de France au bureau des finances de Limoges en 1774 (noblesse graduelle, condition non accomplie), Limousin[20].
- Béchet de Balan, conseiller secrétaire du roi en la chancellerie près le parlement de Rouen le 4 septembre 1782 (charge anoblissante au 1er degré, pas de consensus sur la réattribution de noblesse en 1814), Champagne[20].
- Bellier du Charmel, président trésorier de France au bureau des finances de Grenoble en 1787 (noblesse graduelle, condition non accomplie), Dauphiné[20].
- Benoist d'Étiveaud, président trésorier de France au bureau des finances de Limoges en 1777 (noblesse graduelle, condition non accomplie), Limousin[20].
- Benoist de Voisey, conseiller au parlement de Besançon le 20 août 1777 (charge anoblissante au 1er degré, durée d'exercice non accomplie), Franche-Comté[20].
- Berthoumieu de Neyrac, conseiller à la cour des aides de Guyenne à Bordeaux en 1783 (noblesse graduelle, condition non accomplie), Limousin[20].
- Béthery de La Brosse (de), conseiller secrétaire du roi en la grande chancellerie le 1er juillet 1778 (charge anoblissante au 1er degré, pas de consensus sur la réattribution de noblesse en 1814), Bourgogne[20]. Famille membre de l'Association de la noblesse bretonne.
- Bezuel Le Roux d'Esneval, conseiller au parlement de Rouen en 1783 (noblesse graduelle, condition non accomplie), Normandie[20],[21].
- Bidault de Maison-Neuve, conseiller secrétaire du roi en la grande chancellerie le 16 mai 1781 (charge anoblissante au 1er degré, pas de consensus sur la réattribution de noblesse en 1814), Champagne[20].
- Bienassis de Caulusson (de), président de la chambre des requêtes au parlement de Bordeaux en 1776 (noblesse graduelle, condition non accomplie), Guyenne, Gascogne[20].
- Bigorie du Chambon, président trésorier de France au bureau des finances de Limoges le 26 juin 1782 (noblesse graduelle, condition non accomplie), Limousin[20].
- Bittard des Portes, conseiller secrétaire du roi en la grande chancellerie le 3 février 1786 (charge anoblissante au 1er degré, pas de consensus sur la réattribution de noblesse en 1814), Auvergne[20].
- Boistel de Belloy, président trésorier de France au bureau des finances d'Amiens le 14 mars 1781 (noblesse graduelle, condition non accomplie), Picardie[20].
- Bonnet de Paillerets, conseiller maître en la cour des comptes, aides et finances de Montpellier en 1755 (noblesse graduelle, condition non accomplie), Gévaudan[20].
- Bonnier du Metz, président trésorier de France au bureau des finances de Lille le 12 janvier 1758 (noblesse graduelle, condition non accomplie), Flandres[20].
- Boscq de Beaumont (du), conseiller, notaire et secrétaire du roi au grand conseil le 30 août 1775 (charge anoblissante au 1er degré, pas de consensus sur la réattribution de noblesse en 1814), Normandie[20].
- Botet de Lacaze, conseiller à la cour des aydes de Guyenne à Bordeaux le 7 juin 1780 (noblesse graduelle, condition non accomplie), Guyenne[20].
- Bouchereau de Saint-Georges, président trésorier de France au bureau des finances de Bordeaux le 26 septembre 1787 (noblesse graduelle, condition non accomplie), Guyenne, Saint-Domingue[20].
- Bouly de Lesdain, conseiller secrétaire du roi en la grande chancellerie le 23 mai 1787 (charge anoblissante au 1er degré, pas de consensus sur la réattribution de noblesse en 1814), Flandres[20].
- Bourée, conseiller-secrétaire du Roi en 1693 pour la branche de Corberon (éteinte en 1937), auditeur en la Chambre des Comptes de Bourgogne le 2 mai 1776, pour la branche subsistante de Poncey (noblesse graduelle, condition non accomplie), Bourgogne[22].
- Bourlon de Rouvre, conseiller secrétaire du roi en la grande chancellerie près le parlement des Flandres à Douai en 1775 (charge anoblissante au 1er degré, pas de consensus sur la réattribution de noblesse en 1814), Champagne[20].
- Bourlon de Sarty, conseiller secrétaire du roi en la grande chancellerie le 14 mai 1777 (charge anoblissante au 1er degré, pas de consensus sur la réattribution de noblesse en 1814), Champagne[20].
- Boussenot du Clos, conseiller secrétaire du roi en la chancellerie près la cour des aydes et finances de Provence le 1er mai 1782 (charge anoblissante au 1er degré, pas de consensus sur la réattribution de noblesse en 1814), Ile-de-France[20].
- Boysson (de), avocat général près la Cour des aides de Montauban en 1767 (charge graduelle interrompue), Quercy, Périgord[23].
- Brignon de Lehen, conseiller secrétaire du roi en la chancellerie près le parlement de Bretagne le 16 août 1788 (charge anoblissante au 1er degré, pas de consensus sur la réattribution de noblesse en 1814), Bretagne[20].
- Broca (de), conseiller à la cour des aides de Montauban le 9 juillet 1759 et le 6 avril 1774 (charge de noblesse graduelle, condition non accomplie), Guyenne[20].
- Brun d'Aubignosc, président trésorier de France au bureau des finances de la généralité d'Aix en 1764 (noblesse graduelle, condition non accomplie), Provence[20].
- Bruley des Varannes (olim Bruley), trésorier de France au bureau des finances de Tours en 1773 (noblesse graduelle, condition non accomplie)[24].
- Budan de Russé, trésorier de France au bureau des finances de Poitiers le 22 avril 1760, lettres de vétérance le 17 décembre 1788 (noblesse graduelle, condition non accomplie), Anjou[25].

### C
- Cailheton, Procureur en le parlement de Bordeaux, 1781 (charge anoblissante au 1er degré, durée d'exercice non accomplie), Guyenne[20].
- Callard d'Azu, conseiller secrétaire du roi près le parlement de Dijon 28 juin 1770 (charge anoblissante au 1er degré, pas de consensus sur la réattribution de noblesse en 1814), Bourgogne[20].
- Carbon-Flins des Oliviers, conseiller à la cour des monnaies (charge anoblissante au 1er degré, durée d'exercice non accomplie), Champagne[20].
- Cardes (de), conseiller secrétaire du roi près le parlement de Pau en 1783 (charge anoblissante au 1er degré, pas de consensus sur la réattribution de noblesse en 1814), Gascogne[20].
- Caroillon des Tilières, conseiller secrétaire du roi en la grande chancellerie le 23 avril 1786 (charge anoblissante au 1er degré, pas de consensus sur la réattribution de noblesse en 1814), Champagne[20].
- Carré de Candé et Carré des Marais, conseiller secrétaire du roi le 20 août 1774 (charge anoblissante au 1er degré, pas de consensus sur la réattribution de noblesse en 1814), président trésorier de France au bureau des finances de la Rochelle (noblesse graduelle, condition non accomplie), Aunis[20].
- Caussin de Perceval, conseiller secrétaire du roi en la chancellerie près le parlement de Rouen en 1786 (charge anoblissante au 1er degré, pas de consensus sur la réattribution de noblesse en 1814), Picardie[20].
- Castelain de Lispré, président trésorier de France au bureau des finances de Lille le 28 juillet 1761, démissionnaire le 31 décembre 1766 (noblesse graduelle, condition non accomplie), greffier en chef au bureau des finances de lille le 8 janvier 1767 (noblesse graduelle, condition non accomplie), conseiller secrétaire du roi en la grande chancellerie près le parlement de Douai en 1786 (charge anoblissante au 1er degré, pas de consensus sur la réattribution de noblesse en 1814), Flandres[20].
- Celier de Soissons, conseiller secrétaire du roi en la grande chancellerie en 1782 (charge anoblissante au 1er degré, pas de consensus sur la réattribution de noblesse en 1814), Saint-Domingue[20].
- Chaillou (de), conseiller secrétaire du roi en la grande chancellerie le 27 novembre 1786 (charge anoblissante au 1er degré, pas de consensus sur la réattribution de noblesse en 1814), Bourgogne[20].
- Chamerlat de Bourassol, président trésorier de France au bureau des finances de Riom en 1761 (noblesse graduelle, condition non accomplie), Auvergne[20].
- Chamerlat des Guérins, président trésorier de France au bureau des finances de Riom en 1776 (noblesse graduelle, condition non accomplie), Auvergne[20].
- Champs de Verneix (des), famille issue d’Étienne Deschamps, sieur de Verneix (-1670), anobli par lettres patentes en 1654, non enregistrées, Bourbonnais.
- Chassaing (de), président trésorier de France au bureau des finances de Riom en 1781 (noblesse graduelle, condition non accomplie), Auvergne[20].
- Chiron de La Casinière, échevin de Nantes en 1684 alors que la charge n'était plus anoblissante, conseiller-auditeur à la chambre des comptes de Nantes (noblesse graduelle, condition non accomplie : une seule génération, le second était le frère du premier), Bretagne[20].
- Clédat (de), secrétaire du roi en la chancellerie près la cour des aydes de Montauban en 1784 (charge anoblissante au 1er degré, pas de consensus sur la réattribution de noblesse en 1814), Limousin, Auvergne[20].
- Constans de Bonneval et Constans de Saint-Sauveur, conseiller à la cour des aydes de Montauban le 23 mai 1770 (charge de noblesse graduelle, condition non accomplie), Languedoc, Rouergue[20].
- Coustant d'Yanville, président trésorier de France au bureau des finances de Soissons le 24 avril 1782 (charge de noblesse graduelle, condition non accomplie) et conseiller correcteur à la chambre des comptes de Paris en 1786 (charge anoblissante au 1er degré, durée d'exercice non accomplie), Picardie[20].
- Cramail du Tronchay, conseiller secrétaire du roi, maison, couronne de France, en la grande chancellerie le 31 mai 1782 (charge anoblissante au 1er degré, pas de consensus sur la réattribution de noblesse en 1814), Ile-de-France[20].
- Crozet (du), conseiller secrétaire du roi en la chancellerie près le parlement d'Aix en 1789 (charge anoblissante au 1er degré, pas de consensus sur la réattribution de noblesse en 1814), Comtat-Venaissin, Provence[20].

### D
- Dagneau de Richecour[26], président trésorier de France au bureau des finances de Soissons 1758-1787 (charge de noblesse graduelle, condition non accomplie), Picardie[20].
- Dansays de La Villate, président trésorier de France au bureau des finances de la généralité de Poitiers le 1er juillet 1778 (charge de noblesse graduelle, condition non accomplie), Poitou[20].
- Darcy, conseiller secrétaire du roi en la chancellerie près le parlement de Metz en 1783 (charge anoblissante au 1er degré, pas de consensus sur la réattribution de noblesse en 1814), Orléanais[20].
- Dardane de La Marche, conseiller secrétaire du roi en la chancellerie près le parlement de Metz le 27 juin 1787 (charge anoblissante au 1er degré, pas de consensus sur la réattribution de noblesse en 1814), Lorraine[20].
- Darnay olim d'Arnay, conseiller secrétaire du roi en la grande chancellerie le 27 janvier 1775 (charge anoblissante au 1er degré, pas de consensus sur la réattribution de noblesse en 1814), Ile-de-France[20].
- Dartenay, conseiller secrétaire du roi en la chancellerie près le parlement de Toulouse en 1778 (charge anoblissante au 1er degré, pas de consensus sur la réattribution de noblesse en 1814), Normandie[20].
- David de Sauzéa, conseiller secrétaire du roi en 1789 (charge anoblissante au 1er degré, pas de consensus sur la réattribution de noblesse en 1814), Forez[20].
- Decroix olim de Croix, conseiller secrétaire du roi en la chancellerie près le parlement des Flandres à Douai en 1776 (charge anoblissante au 1er degré, pas de consensus sur la réattribution de noblesse en 1814), Flandres[20].
- Delbos du Bousquet, conseiller au grand conseil le 28 mars 1787 (charge anoblissante au 1er degré, durée d'exercice non accomplie), Quercy[20].
- Delpech, président trésorier de France à Toulouse en 1784 (noblesse graduelle, condition non accomplie), Languedoc[20].
- Denion du Pin, conseiller secrétaire du roi en la chancellerie près le parlement de Nancy le 11 mars 1778 (charge anoblissante au 1er degré, pas de consensus sur la réattribution de noblesse en 1814), Bretagne[20].
- Desjobert de Prahas, conseiller secrétaire du roi en la chancellerie près le parlement de Grenoble en 1784 (charge anoblissante au 1er degré, pas de consensus sur la réattribution de noblesse en 1814), Berry[20].
- Desvaux du Moutiers, président trésorier de France au bureau de la généralité de Poitiers le 1er mai 1782 (noblesse graduelle, condition non accomplie), Poitou[20].
- Doazan, conseiller secrétaire du roi, maison et couronne de France, en la grande chancellerie le 18 février 1784 (charge anoblissante au 1er degré, pas de consensus sur la réattribution de noblesse en 1814), Guyenne[20].
- Dor de Lastours, président trésorier de France au bureau des finances de Toulouse en 1763, conseiller maître à la chambre des comptes de Montpellier en 1783 (noblesse graduelle, condition non accomplie pour ces deux charges), Sedan, Languedoc[20].
- Doré du Perron et Doré de Beausoleil, conseiller secrétaire du roi en la chancellerie près la cour des aides de Montauban le 7 décembre 1785 (charge anoblissante au 1er degré, pas de consensus sur la réattribution de noblesse en 1814), Bretagne[20].
- Drillet de Lannigou, conseiller secrétaire du roi en la chancellerie près le parlement de Rennes le 28 juillet 1779 (charge anoblissante au 1er degré, pas de consensus sur la réattribution de noblesse en 1814), Bretagne[20].
- Ducourrech de Raquine, conseiller maître en la cour des aydes de Bordeaux le 29 juin 1779 (noblesse graduelle, condition non accomplie), secrétaire du roi à la fin du XVIIIe siècle (charge anoblissante au 1er degré, pas de consensus sur la réattribution de noblesse en 1814), Guyenne[20].
- Dufau de Felzins, conseiller correcteur à la cour des comptes de Montpellier en 1762 (charge de noblesse graduelle, condition non accomplie), Languedoc[20].
- Dufau de Saint-Santin, président trésorier de France au bureau des finances de Montauban en 1785 (charge de noblesse graduelle condition non accomplie), Rouergue[20].
- Dugas de La Boissonny, conseiller secrétaire du roi en la chancellerie près le parlement de Besançon en 1785 (charge anoblissante au 1er degré, pas de consensus sur la réattribution de noblesse en 1814), Forez[20].
- Dumoulin de Paillart, président trésorier de France en la généralité de Soissons en 1760 (charge de noblesse graduelle, condition non accomplie), Picardie[20].
- Duplain de Sainte-Albine, conseiller secrétaire du roi en la chancellerie près le parlement de Nancy le 17 septembre 1787 (charge anoblissante au 1er degré, pas de consensus sur la réattribution de noblesse en 1814), Ile-de-France[20].
- Dupuy, président trésorier de France au bureau des finances de Poitiers le 27 mai 1757 (charge de noblesse graduelle, condition non accomplie), Poitou[20].
- Durand de Ramefort, conseiller secrétaire du roi en la chancellerie près le parlement d'Aix à la fin du XVIIIe siècle (charge anoblissante au 1er degré, pas de consensus sur la réattribution de noblesse en 1814), Périgord[20].
- Durant de La Pastellière, deux avocats du Roi au Bureau des finances de Poitiers 1777, (charge anoblissante non accomplie entièrement avant 1790 car il fallait deux fois 20 ans d'exercice de la charge ou à défaut mort en charge[27]). Dépôt d'un dossier de reconnaissance à Louis XVIII transmis en 1817 par un monsieur de Bray-Valfresne.
- Dureau de La Malle, conseiller secrétaire du roi le 5 décembre 1770 (charge anoblissante au 1er degré, pas de consensus sur la réattribution de noblesse en 1814), Bretagne[20].

### F
- Faulte du Buisson, président trésorier de France au bureau des finances de Limoges en 1786 (charge de noblesse graduelle, condition non accomplie), Limousin[20].
- Falvelly (de), conseiller secrétaire du roi en la chancellerie près le parlement de Metz en 1777 (charge anoblissante au 1er degré, pas de consensus sur la réattribution de noblesse en 1814), Auvergne (Aurillac)[28].
- Faucompret (de), conseiller secrétaire du roi en la chancellerie près le parlement de Douai en 1773 (charge anoblissante au 1er degré, pas de consensus sur la réattribution de noblesse en 1814), (une branche éteinte anoblie par lettres patentes en 1778), Flandre[20],[29].
- Flamen d'Assigny,conseiller auditeur à la chambre des comptes de paris en 1778 (charge anoblissante au 1er degré, durée d'exercice non accomplie), Nivernais[20].
- Fleuriau de Touchelongue (de), conseiller secrétaire du roi de la grande chancellerie en 1785 (charge anoblissante au 1er degré, pas de consensus sur la réattribution de noblesse en 1814), Poitou, Aunis[30].
- France-Mandoul (de), conseiller à la cour des aides de Montauban en 1758 (charge de noblesse graduelle, condition non accomplie), Guyenne[20].
- Frey de Neuville, conseiller maître à la chambre des comptes de Nantes en 1786 (charge de noblesse graduelle, condition non accomplie), Maine[20].

### G
- Garnier, président trésorier de France en la généralité de Lyon en 1781 (charge de noblesse graduelle, condition non accomplie), Bresse[20].
- Garidel-Thoron (de)[31], conseiller au parlement d'Aix en 1777 et 1780 (noblesse graduelle, condition non accomplie), Provence[20].
- Gaudemar (de), condamné en 1668 et 1697 pour usurpation de noblesse, charge anoblissante à la fin du XVIIIe siècle dont le temps ne fut pas accompli, Provence[20].
- Gentil de la Borderie, secrétaire du roi en 1779 (charge anoblissante au 1er degré, pas de consensus sur la réattribution de noblesse en 1814), Limousin[20].
- Gland de Viliers (de), notaire secrétaire de la cour des aides de Paris en 1780 (charge anoblissante au 1er degré, pas de consensus sur la réattribution de noblesse en 1814), Ile-de-France[20].
- Grandin de l'Éprevier, conseiller secrétaire du roi, maison et couronne de France en la grande chancellerie en 1784 (charge anoblissante au 1er degré, pas de consensus sur la réattribution de noblesse en 1814), Normandie[32].
- Guérin du Masgenêt, conseiller secrétaire du roi en la chancellerie près le parlement de Bordeaux en 1785 (charge anoblissante au 1er degré, pas de consensus sur la réattribution de noblesse en 1814), Limousin[33].
- Guillaume de Sauville de La Presle, cour des monnaies de Paris 1769-1790 (charge anoblissante au 1er degré, durée d'exercice non accomplie), Champagne, ANF-1979[34],[35],[36]. (Les sources sur cette famille ne sont pas consensuelles)
- Guillet de La Brosse, conseiller secrétaire du roi en la chancellerie près le parlement de Rennes en 1786 (charge anoblissante au 1er degré, pas de consensus sur la réattribution de noblesse en 1814), Bretagne[37].
- Guillout de La Palinière, président trésorier de France au bureau de la généralité de Poitiers en 1780 (noblesse graduelle, condition non accomplie), Poitou[20].
- Guiringaud (de), conseiller au parlement de Toulouse en 1777 (noblesse graduelle, condition non accomplie), Languedoc[20].

### H
- Haussy (de), conseiller secrétaire du roi en la chancellerie d'Artois en 1778 (charge anoblissante au 1er degré, pas de consensus sur la réattribution de noblesse en 1814), Picardie[20].
- Hérain (de), olim Dehérain, conseiller secrétaire du roi maison et couronne de France en 1777 (charge anoblissante au 1er degré, pas de consensus sur la réattribution de noblesse en 1814), Ile-de-France[20].
- Huillard de Bréholles (de), conseiller au parlement de Rouen en 1789 (noblesse graduelle, condition non accomplie), Normandie[20].

### I
- Imbert (de Bonnillet), président trésorier général des finances au bureau de la généralité de Poitiers en 1787 (noblesse graduelle, condition non accomplie), Poitou[20].
- Imbert de Trémiolles, conseiller secrétaire du roi en la chancellerie près le parlement de Rouen en 1789 (charge anoblissante au 1er degré, pas de consensus sur la réattribution de noblesse en 1814), Auvergne[38].

### J
- Jacob de Tigné , président trésorier de France au bureau des Finances de Poitiers en 1788 (noblesse graduelle, condition non accomplie), Anjou[20].
- Janson de Couet, conseiller secrétaire du roi, maison et couronne de France en la chancellerie près le conseil supérieur du Roussillon en 1781 (charge anoblissante au 1er degré, pas de consensus sur la réattribution de noblesse en 1814), Orléanais (Gien)[39].
- Joleaud des Forges de Saint Maurice, conseiller au parlement de Dijon en 1776 (noblesse graduelle, condition non accomplie), Bourgogne[20].
- Judde de Larivière, procureur du roi au bureau des finances de Limoges en 1789 (noblesse graduelle, condition non accomplie), Limousin[40].

### L
- La Barge de Certeau (de), avocat général à la Chambre des Comptes du Dauphiné en 1784 (charge anoblissante au 1er degré, durée d'exercice non accomplie), Savoie, Dauphiné, Bourgogne[20].
- La Borne de Ménildon (de), conseiller secrétaire du roi en la grande chancellerie le 30 août 1779 (charge anoblissante au 1er degré, pas de consensus sur la réattribution de noblesse en 1814), Ile-de-France[20].
- Lacaze de Montport (de), conseiller aux requêtes du parlement de Toulouse en 1777 (noblesse graduelle, condition non accomplie), Languedoc[20].
- Lacroix (de), président trésorier de France au bureau des finances de Metz en 1781 (noblesse graduelle, condition non accomplie), Limousin[20].
- La Fagerdie (de), charge anoblissante au bureau des finances de Limoges en 1783 (noblesse graduelle, condition non accomplie), Lorraine[20].
- Lafargue, conseiller à la cour des aides de Montauban fin XVIIIe siècle (noblesse graduelle, condition non accomplie)[20].
- Lagarde de Boutigny et Lagarde de La Pailleterie (de), président trésorier de France, à Lille en 1777 (noblesse graduelle, condition non accomplie), Flandre (Valenciennes)[20].
- La Gorgue de Rosny (de), président trésorier de France au bureau des finances d'Amiens en 1759 (charge de noblesse graduelle, condition non accomplie), Picardie[20].
- La Haye (de), conseiller secrétaire du roi près le parlement de Rouen en charge en 1789 (charge anoblissante au 1er degré, pas de consensus sur la réattribution de noblesse en 1814), Normandie[20].
- Lair de Chicheboville, conseiller secrétaire du roi maison et couronne de France en 1782 (charge anoblissante au 1er degré, pas de consensus sur la réattribution de noblesse en 1814), Normandie[20].
- Lallemant, conseiller secrétaire du roi à Nancy en 1785 (charge anoblissante au 1er degré, pas de consensus sur la réattribution de noblesse en 1814), Lorraine[20].
- Lalo (de), conseiller au parlement de Toulouse en 1763 (charge de noblesse graduelle, condition non accomplie), Lorraine[20].
- Lanty, conseiller au parlement de Metz en 1780 (charge de noblesse graduelle, condition non accomplie), Auvergne[20].
- Lamy de Beaumont, conseiller secrétaire du roi en 1782 (charge anoblissante au 1er degré, pas de consensus sur la réattribution de noblesse en 1814), Bretagne[20].
- Launay-Bourbedot (de), conseiller à la cour des aides de Paris en 1785 (charge anoblissante au 1er degré, durée d'exercice non accomplie)[20].
- Laval (de), président trésorier de France au bureau des finances de Riom en 1776 (charge de noblesse graduelle, condition non accomplie), Auvergne[20].
- La Voyepierre, conseiller secrétaire du roi en la grande chancellerie en 1777 (charge anoblissante au 1er degré, pas de consensus sur la réattribution de noblesse en 1814), Ile-de-France[20].
- Lefebvre de Laboulaye, trésorier de France au bureau des finances de Montauban pour un membre en 1740 (charge de noblesse graduelle, condition non accomplie), conseiller secrétaire du roi de la grande chancellerie en 1785 pour un autre (charge anoblissante au 1er degré, pas de consensus sur la réattribution de noblesse en 1814), Île-de-France[20],[41].
- Léobardy (de), président trésorier de France au bureau des finances de Limoges en 1778 (charge de noblesse graduelle, condition non accomplie), Limousin[20].
- Le Pailleur d'Hayville et Le Pailleur de Langle, conseiller à la cour des aides de Rouen en 1777 (charge de noblesse graduelle, condition non accomplie) et conseiller secrétaire du roi près le parlement de Grenoble en 1778 (charge anoblissante au 1er degré, pas de consensus sur la réattribution de noblesse en 1814)[20].
- Le Pot de La Fontaine et Le Pot d'Auteuil, conseiller secrétaire du roi en 1784 (charge anoblissante au 1er degré, pas de consensus sur la réattribution de noblesse en 1814) Ile-de-France[20].
- Le Roux d'Emmaleville, conseiller secrétaire du roi en 1787 (charge anoblissante au 1er degré, pas de consensus sur la réattribution de noblesse en 1814), Normandie[20].
- Leschenault, conseiller secrétaire du roi en 1777 (charge anoblissante au 1er degré, pas de consensus sur la réattribution de noblesse en 1814), Bourgogne[20].
- Le Secq, conseiller secrétaire du roi maison et couronne de France en 1789 (charge anoblissante au 1er degré, pas de consensus sur la réattribution de noblesse en 1814), Ile-de-France[20].
- Litaize, conseiller secrétaire près le parlement de Metz en 1788 (charge anoblissante au 1er degré, pas de consensus sur la réattribution de noblesse en 1814)[20].
- Lucas de La Championnière, conseiller maître en la chambre des comptes de Nantes en 1762 (charge de noblesse graduelle, condition non accomplie), Poitou, Bretagne[20].
- Luquas, conseiller secrétaire du roi près le parlement d'Aix en 1775 (charge anoblissante au 1er degré, pas de consensus sur la réattribution de noblesse en 1814)[20].

### M
- Mabaret du Basty, président trésorier de France au bureau des finances de la généralité de Limoges en 1786 (charge de noblesse graduelle, condition non accomplie), Limousin[20].
- Maigne de La Gravière, conseiller secrétaire du roi en charge en 1789 (charge anoblissante au 1er degré, pas de consensus sur la réattribution de noblesse en 1814), Auvergne[20].
- Marchais de La Berge, maire d'Angoulême en juillet 1772. Fonction qui requérait 20 ans en exercice pour accéder à la noblesse en vertu d'une ordonnance de 1771 (3 ans durant la période 1737 à 1771). Angoumois[20].
- Maronnier du Sart, président trésorier de France au bureau des finances de la généralité de Lille en charge en 1790 (charge de noblesse graduelle, condition non accomplie), Flandre[20].
- Maulbon d'Arbaumont, président trésorier de France au bureau des finances de Dijon en 1754 et 1783 (charge de noblesse graduelle, condition non accomplie), Bourgogne[20].
- Maussion du Joncheray, maître en la chambre des comptes de Bretagne à Nantes à la fin du XVIIIe siècle (charge de noblesse graduelle, condition non accomplie), Anjou[20].
- Mégret de Devise, conseiller secrétaire du roi près le parlement de Dijon en 1780 (charge anoblissante au 1er degré, pas de consensus sur la réattribution de noblesse en 1814), Picardie[20].
- Mérindol (de), conseiller maître en la cour des comptes du Dauphiné à Grenoble à la fin du XVIIIe siècle, en charge en 1789 (charge anoblissante au 1er degré, durée d'exercice non accomplie), Provence[20].
- Merland de La Guichardière, président trésorier de France au bureau des finances de la généralité de Poitiers en 1766 (charge de noblesse graduelle, condition non accomplie), Poitou[20].
- Merle du Bourg, conseiller au parlement de Grenoble en 1782 (noblesse graduelle, condition non accomplie), secrétaire du roi en 1790 (charge anoblissante au 1er degré, pas de consensus sur la réattribution de noblesse en 1814), Dauphiné[20].
- Monseignat (de), conseiller secrétaire du roi en la grande chancellerie en 1782 (charge anoblissante au 1er degré, pas de consensus sur la réattribution de noblesse en 1814), Rouergue[42].
- Morand de Jouffrey, procureur du roi au bureau des finances de Lyon (charge de noblesse graduelle, condition non accomplie), chevalier de l'Empire en 1810, Lyonnais[43].
- Moreau de Bellaing, conseiller secrétaire du roi en la grande chancellerie, maison et couronne de France, le 8 août 1787 (charge anoblissante au 1er degré, pas de consensus sur la réattribution de noblesse en 1814). Reconnaissance de noblesse française avec admission dans la noblesse belge avec le titre de chevalier héréditaire en 1877 pour une branche, Hainaut[20],[44]
- Moreau de Bonrepos, conseiller secrétaire du roi en la grande chancellerie, maison et couronne de France, le 13 septembre 1777 (charge anoblissante au 1er degré, pas de consensus sur la réattribution de noblesse en 1814), Dauphiné[20]
- Muret de Labouret (de), autrefois Labouret (de) conseiller secrétaire du roi près la chancellerie du Conseil souverain d'Alsace en 1775 (charge anoblissante au 1er degré, pas de consensus sur la réattribution de noblesse en 1814), Angoumois[45].

### N
- Neyrand, conseiller secrétaire du Roi, maison et couronne de France et de ses Finances en la Chancellerie du Parlement de Navarre, (charge anoblissante au 1er degré, pas de consensus sur la réattribution de noblesse en 1814)
- de Nussac, anciennement Goudrias de Gaudry de Nussac, président trésorier du bureau des finances de Limoges de 1782 à 1790 (charge de noblesse graduelle, condition non accomplie), Limousin[46],[47]

### O
- Omézon (d'), président trésorier de France au bureau des finances de Toulouse en 1779 (charge de noblesse graduelle, condition non accomplie), Languedoc[20].

### P
- Parent de Curzon, conseiller secrétaire du roi près le parlement de Besançon le 12 janvier 1780 (charge anoblissante au 1er degré, pas de consensus sur la réattribution de noblesse en 1814), Poitou[20].
- Paulze d'Ivoy de La Poype, conseiller secrétaire du roi le 3 décembre 1775 (charge anoblissante au 1er degré, pas de consensus sur la réattribution de noblesse en 1814), (a relevé le nom de La Poype par décret de 1864), Forez[20].
- Plessis de Pouzilhac (du) (alias Duplessis de Pouzilhac)[48], Cour des comptes en 1782 (charge anoblissante au 1er degré, durée d'exercice non accomplie)[49], Restauration, baron par L.P. de Louis XVIII en date du 14 août 1818, Vallabrègues en Languedoc[50]. (Les sources ne sont pas consensuelles sur l'anoblissement — ou non — de cette famille)
- Poirier, trésorier de France au bureau des finances de Poitiers en 1769 (noblesse graduelle, condition non accomplie), Poitou[51].
- Portes de La Fosse (des) (olim Desportes), conseiller secrétaire du roi en la chancellerie établie près le parlement de Bordeaux en 1779 (charge anoblissante au 1er degré, pas de consensus sur la réattribution de noblesse en 1814), Maine[52].
- Prudhomme de La Boussinière (de), conseiller secrétaire du roi en la chancellerie établie près le parlement de Grenoble en 1782, (charge anoblissante au 1er degré, pas de consensus sur la réattribution de noblesse en 1814), Maine (Le Mans)[53]. (Branche cadette)

### Q
- Quecq d'Henripret, trésorier de France à Lille en 1783 (noblesse graduelle, condition non accomplie), Flandre[54].

### R
- Raudot d'Orbigny (devenu Raudot Genêt de Chatenay[55]), conseiller-secrétaire du roi en la chancellerie près la Chambre des comptes de Besançon en 1782 (charge anoblissante au 1er degré, pas de consensus sur la réattribution de noblesse en 1814), Bourgogne[56].
- Ricaud (de), conseiller à la cour des aides de Guyenne à Bordeaux en 1775 (noblesse graduelle, condition non accomplie), Guyenne.
- Robert de la Mennais, lettres de noblesse 1788, non-paiement des droits du marc d'or et non-enregistrement des lettres, Saint-Malo[57].
- Robin de La Cotardière, conseiller secrétaire du roi en la chancellerie près le parlement de Metz en 1776 (charge anoblissante au 1er degré, pas de consensus sur la réattribution de noblesse en 1814), Berry[58].
- Rodat (de), trésorier de France en la généralité de Montauban en 1770 (noblesse graduelle, condition non accomplie), Rouergue[59].
- Rollat (de), conseiller secrétaire du roi près le parlement de Grenoble en 1784 (charge anoblissante au 1er degré, pas de consensus sur la réattribution de noblesse en 1814), Auvergne[60].
- Rostolan (de), trésorier de France en Provence en 1770 (noblesse graduelle, condition non accomplie), comte romain héréditaire en 1855, Dauphiné[61].
- Roux de Montlebert , conseiller président trésorier général de France et grand voyer au bureau des finances de Montpellier en 1786 (noblesse graduelle, condition non accomplie) , Languedoc[62].
- Rubat du Mérac, secrétaire du roi-greffier en chef en la chambre des comptes de Grenoble en 1777, Bourgogne, Paris[63].

### S
- Saint-Estève (de), conseiller secrétaire du roi en 1775 (charge anoblissante au 1er degré, pas de consensus sur la réattribution de noblesse en 1814), Saintonge[20].
- Salèles (de), conseiller secrétaire du roi en 1786 (charge anoblissante au 1er degré, pas de consensus sur la réattribution de noblesse en 1814), Languedoc[20].
- Sarton du Jonchay, président-trésorier de France au bureau des finances de Lyon en 1782 (noblesse graduelle, condition non accomplie), Beaujolais[51].
- Sautereau de Quincize, conseiller secrétaire du roi en la grande chancellerie, maison et couronne de France en 1777 (charge anoblissante au 1er degré, pas de consensus sur la réattribution de noblesse en 1814), Nivernais[20].
- Sauveur de La Chapelle, greffier en chef au parlement de Bretagne en 1758 et 1783 (charge de noblesse graduelle, condition non accomplie), Bretagne[20].
- Seguin de Jallerange, conseiller secrétaire du roi près le parlement de Besançon en 1775 (charge anoblissante au 1er degré,pas de consensus sur la réattribution de noblesse en 1814), Nivernais[20].
- Séguineau de Préval, conseiller au châtelet de Paris (charge anoblissante au 1er degré, durée d'exercice non accomplie : 40 ans d'exercice et la mort en charge n'anoblit qu'après 20 ans d'exercice), Normandie[20].
- Ségogne (de), conseiller secrétaire du roi en la chancellerie près le parlement de Rouen en 1777 (charge anoblissante au 1er degré, pas de consensus sur la réattribution de noblesse en 1814), Normandie[20].
- Semillard, conseiller secrétaire du roi maison et couronne de France en la grande chancellerie en 1775 (charge anoblissante au 1er degré, pas de consensus sur la réattribution de noblesse en 1814), Provence[20].
- Senaux (de), conseiller au parlement de Toulouse en 1784 (charge de noblesse graduelle, condition non accomplie), Languedoc[20].
- Servat, conseiller secrétaire du roi à la fin du XVIIIe siècle, en charge en 1789 (charge anoblissante au 1er degré, pas de consensus sur la réattribution de noblesse en 1814), Guyenne[20].
- Simon de Quirielle, président trésorier de France au bureau des finances de Moulins en 1777 (charge de noblesse graduelle, condition non accomplie), Bourbonais[20].
- Sinson de La Houssaye, président trésorier de France au bureau des finances d'Orléans et de Rouen en 1762 (charge de noblesse graduelle, condition non accomplie), Orléanais[20].
- Sivard de Beaulieu, conseiller secrétaire du roi maison et couronne de France près le parlement de Rouen en 1774 (charge anoblissante au 1er degré, pas de consensus sur la réattribution de noblesse en 1814), Normandie[20].
- Sochon de Laubespine, conseiller secrétaire du roi en 1780 (charge anoblissante au 1er degré, pas de consensus sur la réattribution de noblesse en 1814), Orléanais[20].
- Souchet (du), conseiller secrétaire du roi en la grande chancellerie en 1785 (charge anoblissante au 1er degré, pas de consensus sur la réattribution de noblesse en 1814), Aunis[20].
- Soufflot de Magny, conseiller secrétaire du roi en la chancellerie transférée près le parlement de Besançon en 1780 (charge anoblissante au 1er degré, pas de consensus sur la réattribution de noblesse en 1814), Bourgogne[64],[65].
- Surel de Saint Julien (de), conseiller maître en la cour des comptes de Montpellier en 1787 (charge de noblesse graduelle, condition non accomplie), Languedoc[20].

### T
- Tapié de Céleyran, trésorier de France en la généralité de Montpellier en 1783 (noblesse graduelle, condition non accomplie), Languedoc[20].
- Tassin de Charsonville, conseiller secrétaire du roi en la chancellerie près la cour des aydes de Montauban en 1781 (charge anoblissante au 1er degré, pas de consensus sur la réattribution de noblesse en 1814), Orléanais[20].
- Théard, conseiller secrétaire du roi en 1776 (charge anoblissante au 1er degré, pas de consensus sur la réattribution de noblesse en 1814), Touraine[20].
- Thellier de Poncheville et Thellier de La Neuville, conseiller au conseil provincial d'Artois en 1776 (charge anoblissante au 1er degré, durée d'exercice non accomplie), Artois[20].
- Théron de Ladeveze (de), conseiller à la cour des aides de Montauban en 1774 (noblesse graduelle, condition non accomplie), Quercy[20].
- Thieffray, conseiller secrétaire du roi en 1784 (charge anoblissante au 1er degré,pas de consensus sur la réattribution de noblesse en 1814), Normandie[20].
- Thiéron, président trésorier de France au bureau des finances d'Amiens en 1755 et 1783 (noblesse graduelle, condition non accomplie), conseiller secrétaire du roi en 1776 (charge anoblissante au 1er degré, durée d'exercice non accomplie)[20].
- Thiollière, conseiller secrétaire du roi près le parlement de Nancy en 1776 (charge anoblissante au 1er degré, pas de consensus sur la réattribution de noblesse en 1814), Lyonnais[20].
- Thiollière de Lisle, conseiller secrétaire du roi près le parlement de Grenoble en 1778 (charge anoblissante au 1er degré, pas de consensus sur la réattribution de noblesse en 1814), Lyonnais[20].
- Thoinnet de La Turmelière, conseiller secrétaire du roi près le parlement de Bretagne en 1777 (charge anoblissante au 1er degré, pas de consensus sur la réattribution de noblesse en 1814), Anjou[20].
- Thomas des Colombiers de Boismarmin, trésorier de France au bureau des finances de Bourges en 1738 (noblesse graduelle, condition non accomplie), Berry[66].
- Thorel de Campigneulles, président trésorier de France au bureau des finances de Lyon (noblesse graduelle, condition non accomplie), Flandre[20].
- Tiger de Rouffigny, conseiller secrétaire du roi près le parlement de Dijon en 1775 (charge anoblissante au 1er degré, pas de consensus sur la réattribution de noblesse en 1814), Maine, Normandie[20].
- Tougard de Boisroise, conseiller auditeur en la chambre des comptes de Normandie en charge en 1790 (noblesse graduelle, condition non accomplie), Normandie[20].
- Turquand d'Auzay, président trésorier de France au bureau des finances de la généralité de Poitiers en 1777 (noblesse graduelle, condition non accomplie), Poitou[20].

### V
- Val (du) olim Duval, conseiller secrétaire du roi en 1774 (charge anoblissante au 1er degré, pas de consensus sur la réattribution de noblesse en 1814), Ile-de-France[20].
- Valladon, conseiller secrétaire du roi maison et couronne de France en 1786 (charge anoblissante au 1er degré, pas de consensus sur la réattribution de noblesse en 1814), Lorraine[20].
- Vaucorbeil de Bachellerie (de), avocat du roi au bureau des finances de Limoges en 1765 (noblesse graduelle, condition non accomplie), Limousin[67].
- Venault de Bourleuf, greffier au bureau des finances de Poitiers en 1786 (noblesse graduelle, condition non accomplie), Poitou[68].
- Verdier de Suze, présidents trésoriers de France pour deux branches à la fin du XVIIIe siècle (noblesse graduelle, condition non accomplie), Rouergue[20].
- Vieujot-Descolins, conseiller secrétaire du roi en 1774 (charge anoblissante au 1er degré, pas de consensus sur la réattribution de noblesse en 1814), Lorraine[20].
- Vigière, conseiller secrétaire du roi près le parlement de Nancy en 1775 (charge anoblissante au 1er degré, pas de consensus sur la réattribution de noblesse en 1814), Auvergne[20].
- Villate de Peufeilhoux (de), président trésorier de France au bureau des finances de Moulins à la fin du XVIIIe siècle, en charge en 1789 (noblesse graduelle, condition non accomplie), Bourbonnais[20].
- Villemejane (de), conseiller maître en la cour des comptes, aydes et finances de Montpellier (noblesse graduelle, condition non accomplie), Languedoc[69].
- Villette (de), conseiller secrétaire du roi en 1777 (charge anoblissante au 1er degré, pas de consensus sur la réattribution de noblesse en 1814), Normandie[20].
- Vimal du Bouchet, conseiller secrétaire du roi en 1777 (charge anoblissante au 1er degré, pas de consensus sur la réattribution de noblesse en 1814), Auvergne[20].
- Vyau de Lagarde, conseiller secrétaire du roi, maison et couronne de France, en la grande chancellerie en 1785 (charge anoblissante au 1er degré, pas de consensus sur la réattribution de noblesse en 1814), Auvergne[65].

### Y
- Yver de La Bruchollerie, avocat général en la chambre des comptes de Rouen en 1782 (noblesse graduelle, condition non accomplie), Normandie, Paris[70].
- Yvonnet, conseiller secrétaire du roi près le parlement de Metz en 1782 (charge anoblissante au 1er degré, pas de consensus sur la réattribution de noblesse en 1814), Lorraine[20].